# Station Wien Traisengasse
Wien Traisengasse is een treinhalte aan de Stammstrecke in het district Brigittenau van de Oostenrijkse hoofdstad Wenen. Het station werd geopend op 17 januari 1962 en wordt bediend door stoptreinen en de S-Bahn van Wenen Het station kent dagelijks ruim 10.000 reizigers.
Het station ligt in een flauwe bocht langs de Dresdner Straße tussen de Donaueschingenstraße en de Traisengasse. Vlak bij het station ligt de ongevallenkliniek en zijn er vele overstap mogelijkheden op ander openbaar vervoer.

## Geschiedenis
Het station werd gebouwd tussen 1960 en 1962 als onderdeel van de Stammstrecke die begin 1962 werd geopend. De uitgewerkte plannen voor de metro, de U-Bahn-Netzvariante M uit 1970 omvatten onder meer een metrostation bij Wien Traisengasse. Nadat de plannen in de jaren 80 van de 20e eeuw waren gewijzigd werd de U6 noordelijker gelegd en kwam de overstap bij station Handelskai. Sinds december 2008 wordt het station ook bediend door stoptreinen en tussen 2023 en 2026 worden de perrons van de Stammstrecke verlengd. Voor Traisengasse betekent dit dat de noordelijke toegang naar de andere kant van de Donaueschingenstraße verplaatst wordt.

## Stationsbouw
De huidige architectuur is een ontwerp van Albert Wimmer dat tussen oktober 2007 en augustus 2009 werd uitgevoerd tijdens lopend bedrijf, waarbij het eerdere gebouw geheel werd vervangen. Het stationsgebouw maakt, door het gebruik van 2500 m2 glas en 150 ton staal, een heldere indruk wat samen met videobewaking een verhoogd veiligheidsgevoel bij de reizigers oplevert. De halte heeft twee zijperrons van 161 meter lang die geheel zijn overkapt en van glazen wanden zijn voorzien.
Aan de perroneinden zijn er wachthokjes en de toegang aan de Traisengasse beschikt naast een trappenhuis ook over roltrappen en liften, de toegang aan de Donaueschingenstraße beschikt over een trappenhuis en een lift. Beide toegangen hebben een kleine hal met een luifel. Het station is voorzien van blindengeleidestroken en op de perrons zijn vertrekstaten en bestemmingsborden te vinden.